# Reprezentacja Filipin w piłce nożnej kobiet
Reprezentacja Filipin w piłce nożnej kobiet – kobieca piłkarska reprezentacja Filipin. Największym sukcesem reprezentacji jest półfinał w pucharze Azji w 2022 roku oraz awans na Mistrzostwa Świata 2023.

## Udział w turniejach międzynarodowych

### Mistrzostwa Świata
Filipińskiej drużynie 1 raz udało się zakwalifikować do finałów MŚ.
| Rok   | Runda                   | M                       | W                       | R                       | P                       | GZ                      | GS                      |
| ----- | ----------------------- | ----------------------- | ----------------------- | ----------------------- | ----------------------- | ----------------------- | ----------------------- |
| 1991  | Nie uczestniczyły       | Nie uczestniczyły       | Nie uczestniczyły       | Nie uczestniczyły       | Nie uczestniczyły       | Nie uczestniczyły       | Nie uczestniczyły       |
| 1995  | Nie zakwalifikowały się | Nie zakwalifikowały się | Nie zakwalifikowały się | Nie zakwalifikowały się | Nie zakwalifikowały się | Nie zakwalifikowały się | Nie zakwalifikowały się |
| 1999  | Nie zakwalifikowały się | Nie zakwalifikowały się | Nie zakwalifikowały się | Nie zakwalifikowały się | Nie zakwalifikowały się | Nie zakwalifikowały się | Nie zakwalifikowały się |
| 2003  | Nie zakwalifikowały się | Nie zakwalifikowały się | Nie zakwalifikowały się | Nie zakwalifikowały się | Nie zakwalifikowały się | Nie zakwalifikowały się | Nie zakwalifikowały się |
| 2007  | Nie zakwalifikowały się | Nie zakwalifikowały się | Nie zakwalifikowały się | Nie zakwalifikowały się | Nie zakwalifikowały się | Nie zakwalifikowały się | Nie zakwalifikowały się |
| 2011  | Nie uczestniczyły       | Nie uczestniczyły       | Nie uczestniczyły       | Nie uczestniczyły       | Nie uczestniczyły       | Nie uczestniczyły       | Nie uczestniczyły       |
| 2015  | Nie zakwalifikowały się | Nie zakwalifikowały się | Nie zakwalifikowały się | Nie zakwalifikowały się | Nie zakwalifikowały się | Nie zakwalifikowały się | Nie zakwalifikowały się |
| 2019  | Nie zakwalifikowały się | Nie zakwalifikowały się | Nie zakwalifikowały się | Nie zakwalifikowały się | Nie zakwalifikowały się | Nie zakwalifikowały się | Nie zakwalifikowały się |
| 2023  | Faza Grupowa            | 3                       | 1                       | 0                       | 2                       | 1                       | 8                       |
| Razem | 1/9                     | 3                       | 1                       | 0                       | 2                       | 1                       | 8                       |

### Igrzyska Olimpijskie
Filipińskiej drużynie nigdy nie udało się zakwalifikować do Igrzysk Olimpijskich.
| Rok   | Runda                   | M                       | W                       | R                       | P                       | GZ                      | GS                      |
| ----- | ----------------------- | ----------------------- | ----------------------- | ----------------------- | ----------------------- | ----------------------- | ----------------------- |
| 1996  | Nie zakwalifikowały się | Nie zakwalifikowały się | Nie zakwalifikowały się | Nie zakwalifikowały się | Nie zakwalifikowały się | Nie zakwalifikowały się | Nie zakwalifikowały się |
| 2000  | Nie zakwalifikowały się | Nie zakwalifikowały się | Nie zakwalifikowały się | Nie zakwalifikowały się | Nie zakwalifikowały się | Nie zakwalifikowały się | Nie zakwalifikowały się |
| 2004  | Nie uczestniczyły       | Nie uczestniczyły       | Nie uczestniczyły       | Nie uczestniczyły       | Nie uczestniczyły       | Nie uczestniczyły       | Nie uczestniczyły       |
| 2008  | Nie uczestniczyły       | Nie uczestniczyły       | Nie uczestniczyły       | Nie uczestniczyły       | Nie uczestniczyły       | Nie uczestniczyły       | Nie uczestniczyły       |
| 2012  | Nie uczestniczyły       | Nie uczestniczyły       | Nie uczestniczyły       | Nie uczestniczyły       | Nie uczestniczyły       | Nie uczestniczyły       | Nie uczestniczyły       |
| 2016  | Nie uczestniczyły       | Nie uczestniczyły       | Nie uczestniczyły       | Nie uczestniczyły       | Nie uczestniczyły       | Nie uczestniczyły       | Nie uczestniczyły       |
| 2020  | Nie zakwalifikowały się | Nie zakwalifikowały się | Nie zakwalifikowały się | Nie zakwalifikowały się | Nie zakwalifikowały się | Nie zakwalifikowały się | Nie zakwalifikowały się |
| 2024  | Nie zakwalifikowały się | Nie zakwalifikowały się | Nie zakwalifikowały się | Nie zakwalifikowały się | Nie zakwalifikowały się | Nie zakwalifikowały się | Nie zakwalifikowały się |
| 2028  | Do ustalenia            | Do ustalenia            | Do ustalenia            | Do ustalenia            | Do ustalenia            | Do ustalenia            | Do ustalenia            |
| 2032  | Do ustalenia            | Do ustalenia            | Do ustalenia            | Do ustalenia            | Do ustalenia            | Do ustalenia            | Do ustalenia            |
| Razem | 0/8                     | 0                       | 0                       | 0                       | 0                       | 0                       | 0                       |

### Mistrzostwa Azji
Filipińskiej drużynie 10 razy udało się zakwalifikować do finałów Pucharu Azji.
| Rok   | Runda                   | M                       | W                       | R                       | P                       | GZ                      | GS                      |
| ----- | ----------------------- | ----------------------- | ----------------------- | ----------------------- | ----------------------- | ----------------------- | ----------------------- |
| 1975  | Nie uczestniczyły       | Nie uczestniczyły       | Nie uczestniczyły       | Nie uczestniczyły       | Nie uczestniczyły       | Nie uczestniczyły       | Nie uczestniczyły       |
| 1977  | Nie uczestniczyły       | Nie uczestniczyły       | Nie uczestniczyły       | Nie uczestniczyły       | Nie uczestniczyły       | Nie uczestniczyły       | Nie uczestniczyły       |
| 1979  | Nie uczestniczyły       | Nie uczestniczyły       | Nie uczestniczyły       | Nie uczestniczyły       | Nie uczestniczyły       | Nie uczestniczyły       | Nie uczestniczyły       |
| 1981  | Faza grupowa            | 3                       | 0                       | 0                       | 3                       | 1                       | 14                      |
| 1983  | Faza grupowa            | 5                       | 1                       | 0                       | 4                       | 2                       | 16                      |
| 1986  | Nie uczestniczyły       | Nie uczestniczyły       | Nie uczestniczyły       | Nie uczestniczyły       | Nie uczestniczyły       | Nie uczestniczyły       | Nie uczestniczyły       |
| 1989  | Nie uczestniczyły       | Nie uczestniczyły       | Nie uczestniczyły       | Nie uczestniczyły       | Nie uczestniczyły       | Nie uczestniczyły       | Nie uczestniczyły       |
| 1991  | Nie uczestniczyły       | Nie uczestniczyły       | Nie uczestniczyły       | Nie uczestniczyły       | Nie uczestniczyły       | Nie uczestniczyły       | Nie uczestniczyły       |
| 1993  | Faza grupowa            | 3                       | 0                       | 0                       | 3                       | 0                       | 32                      |
| 1995  | Faza grupowa            | 3                       | 0                       | 1                       | 2                       | 0                       | 23                      |
| 1997  | Faza grupowa            | 3                       | 0                       | 0                       | 3                       | 2                       | 32                      |
| 1999  | Faza grupowa            | 4                       | 1                       | 0                       | 3                       | 5                       | 8                       |
| 2001  | Faza grupowa            | 3                       | 0                       | 0                       | 3                       | 1                       | 17                      |
| 2003  | Faza grupowa            | 4                       | 1                       | 0                       | 3                       | 2                       | 26                      |
| 2006  | Nie zakwalifikowały się | Nie zakwalifikowały się | Nie zakwalifikowały się | Nie zakwalifikowały się | Nie zakwalifikowały się | Nie zakwalifikowały się | Nie zakwalifikowały się |
| 2008  | Nie zakwalifikowały się | Nie zakwalifikowały się | Nie zakwalifikowały się | Nie zakwalifikowały się | Nie zakwalifikowały się | Nie zakwalifikowały się | Nie zakwalifikowały się |
| 2010  | Nie uczestniczyły       | Nie uczestniczyły       | Nie uczestniczyły       | Nie uczestniczyły       | Nie uczestniczyły       | Nie uczestniczyły       | Nie uczestniczyły       |
| 2014  | Nie zakwalifikowały się | Nie zakwalifikowały się | Nie zakwalifikowały się | Nie zakwalifikowały się | Nie zakwalifikowały się | Nie zakwalifikowały się | Nie zakwalifikowały się |
| 2018  | VI miejsce              | 4                       | 1                       | 0                       | 3                       | 3                       | 12                      |
| 2022  | Półfinał                | 5                       | 2                       | 1                       | 2                       | 8                       | 7                       |
| Razem | 10/17                   | 37                      | 6                       | 2                       | 29                      | 22                      | 187                     |

## Skład
Aktualny skład dostępny jest na stronie internetowej soccerdonna.de